# Грешко, Ян
Ян Грешко, немецкий вариант — Йоганн Грешке (н.-луж. Jan Greško, нем. Johann Greschke, 22 октября 1854 года, Дрёвк, Лужица, Королевство Саксония — около 1925 года, Варшава, Польша) — лужицкий общественный деятель, инициатор нижнелужицко-польских отношений, нижнелужицкий писатель и этнограф.
Родился в 1854 году в семье бондаря в городе Дребкау. С середины 1870-х годов проживал в Зенфтенберге, где занимался торговлей и производством обуви. Потом переехал в Варшаву. Сотрудничал с польскими общественными деятелями по развитию нижнелужицко-польских отношений. Публиковал в литературном журнале Łužica произведения нижнелужицкого народного творчества.
Опубликовал в журнале Łužica свои произведения «Serbske žony» (1898) и «Sedym dubow» (1899).
Скончался в Варшаве около 1925 года.